# Ingra Lyberato
Ingra de Souza Liberato, mais conhecida como Ingra Lyberato (Salvador, 21 de setembro de 1966), é uma atriz brasileira

## Biografia
Filha de cineastas, Ingra estreou no cinema aos sete anos de idade, fazendo o papel de uma sereia no curta Ementário (1973), dirigido por seu pai Chico Liberato com roteiro de sua mãe Alba Liberato.
Trabalhou em telenovelas de grande sucesso na extinta Rede Manchete, como Pantanal e A História de Ana Raio e Zé Trovão, depois passou para Rede Globo.
Em 2002 passou a residir em Porto Alegre. Foi casada por cinco anos com o diretor Jayme Monjardim e por onze anos com o músico Duca Leindecker, da banda Cidadão Quem e do Pouca Vogal, com quem tem um filho, Guilherme (2003).
Em 2007, recebeu o prêmio Kikito na categoria melhor atriz por sua atuação  no filme Valsa para Bruno Stein no Festival de Gramado.
Em 2016, começou a criar e roteirizar séries documentais e escreve seu primeiro livro, O Medo do Sucesso, editado pela L&PM, onde expõe os acertos e enganos na carreira artística.
Em 2020, lança seu segundo livro pela Editora Quixote-Do: A Natureza Oculta Iluminada.
Também em 2020 conclui curso de ano meio em Constelação Familiar TSFI, se tornando facilitadora de Constelação Familiar.
Em 2022 se forma em Ecopsicologia Aplicada, Ecotuner, fortalecendo sua atuação como terapeuta, além da carreira de atriz.

## Filmografia

### Televisão
| Ano  | Título                             | Papel                         | Notas                               | Emissora      |
| ---- | ---------------------------------- | ----------------------------- | ----------------------------------- | ------------- |
| 1989 | Pacto de Sangue                    |                               | Participação                        | Rede Globo    |
| 1989 | Tieta                              | Tonha (jovem)                 | Episódio: "14 de agosto"            | Rede Globo    |
| 1989 | Top Model                          | Modelo nos desfiles da Covery | Episódio: "18 de setembro"          | Rede Globo    |
| 1990 | Pantanal                           | Madeleine (jovem)             | Episódios: "28 de março–2 de abril" | Rede Manchete |
| 1990 | O Canto das Sereias                | Teoxíope                      |                                     | Rede Manchete |
| 1990 | A História de Ana Raio e Zé Trovão | Ana Raio                      |                                     | Rede Manchete |
| 1994 | Quatro por Quatro                  | Rosa                          | Episódios: "24–29 de outubro"       | Rede Globo    |
| 1995 | Decadência                         | Rafaela do Couto Neves        |                                     | Rede Globo    |
| 1996 | Você Decide                        |                               | Episódio: "Véu de Noiva"            | Rede Globo    |
| 1997 | A Indomada                         | Paraguaia                     |                                     | Rede Globo    |
| 1999 | Louca Paixão                       | Soninha 38                    |                                     | Rede Record   |
| 2001 | O Clone                            | Amina                         |                                     | Rede Globo    |
| 2004 | Segredo                            | Isabel                        |                                     | RTP 1         |
| 2005 | Essas Mulheres                     | Marli Lemos                   |                                     | Rede Record   |
| 2008 | Os Mutantes - Caminhos do Coração  | Rainha Sibila                 | Convidada de Modo Recorrente        | Rede Record   |
| 2009 | Parada 90                          | Teca                          |                                     | Ulbra TV      |
| 2011 | Fora do Ar                         | Leila Dias                    |                                     | Rede Globo    |
| 2012 | A Vida da Gente                    | Produtora                     | Episódio: "22 de fevereiro"         | Rede Globo    |
| 2012 | Balacobaco                         | Celina Fortunato Corrêa       |                                     | Rede Record   |
| 2014 | Oxigênio                           | Marta                         |                                     | RBS TV        |
| 2015 | Kalanga: Cidade das Bicicletas     | Helena / Lúcia                |                                     | RBS TV        |
| 2017 | Perrengue                          | Paloma Prado                  |                                     | MTV           |
| 2018 | Segundo Sol                        | Fatima Garcia                 |                                     | Rede Globo    |
| 2019 | Chuteira Preta                     | Carmen                        |                                     | Amazon Prime  |
| 2021 | Gênesis                            | Lia                           | Fase: José do Egito                 | Rede Record   |
| 2022 | Pantanal                           | Convidada do casamento        | Episódio: "07 de outubro"           | Rede Globo    |

### Cinema
| Ano  | Trabalho                | Personagem            | Notas          |
| ---- | ----------------------- | --------------------- | -------------- |
| 1973 | Ementário               | Sereia                |                |
| 1997 | O Cangaceiro            | Olívia                |                |
| 1999 | Dois Córregos           | Teresa                |                |
| 2000 | Eu Não Conhecia Tururú  | Isabel Soares Barbosa |                |
| 2000 | Você Sabe Quem          | —                     | Curta-metragem |
| 2001 | 3 Histórias da Bahia    | Enviada do diabo      |                |
| 2001 | Sonhos Tropicais        | Emília                |                |
| 2001 | Cine Paixão             | —                     | Curta-metragem |
| 2003 | O General               | Bailarina             |                |
| 2005 | As Vidas de Maria       | Maria                 |                |
| 2007 | Valsa para Bruno Stein  | Valéria               |                |
| 2007 | Chá de Frutas Vermelhas | —                     | Curta-metragem |
| 2008 | Sonho Lúcido            | vários personagens    |                |
| 2010 | A Casa Verde            | Secretária            |                |
| 2011 | O Carteiro              | Natalina              |                |
| 2011 | Contos Gauchescos       | —                     |                |
| 2013 | Ensaio                  | Ana                   |                |
| 2014 | Ritos de Passagem       | Maria Bonita (voz)    |                |
| 2014 | Catarse                 | Lúcia                 | Curta-metragem |
| 2015 | #garotas: O Filme       | Suzana                |                |
| 2015 | Bem Casados             | Cerimonialista        |                |
| 2016 | Going to Brazil         | Brigitte              |                |
| 2019 | A Batalha de Shangri-lá | Madalena              |                |
| 2021 | Nina                    | Mãe de Nina           |                |
| 2022 | A Espera de Liz         | Diana                 |                |
| 2023 | Além de Nós             | Adélia                |                |

### Premiações
- 2007 - Melhor atriz no 35º Festival de Gramado (por Valsa para Bruno Stein)
- 1999 - Melhor atriz no 3° Festival de Santa Maria da Feira (Portugal) (por Dois córregos)
- 1999 - Melhor atriz no 7° Festival de Cuiabá (por Dois córregos)

| Ano  | Prêmio                        | Categoria             | Trabalho                | Resultado |
| ---- | ----------------------------- | --------------------- | ----------------------- | --------- |
| 2023 | Festival Sesc Melhores Filmes | Melhor Atriz Nacional | A Batalha de Shangri-lá | Pendente  |